# Goniothalamus suluensis
Goniothalamus suluensis este o specie de plante din genul Goniothalamus, familia Annonaceae, descrisă de Elmer Drew Merrill. Conform Catalogue of Life specia Goniothalamus suluensis nu are subspecii cunoscute.